# Tamon Yamaguchi
Tamon Yamaguchi (jap. 山口 多聞 Yamaguchi Tamon; ur. 17 sierpnia 1892 w prefekturze Shimane, poległ 5 czerwca 1942 w bitwie pod Midway) – wiceadmirał japońskiej marynarki wojennej.

## Kariera wojskowa
W 1912 ukończył Akademię Cesarskiej Marynarki Wojennej (40. promocja) z drugą lokatą na swoim roku i rozpoczął swoją pierwszą służbę na krążowniku „Soya” (dawny „Wariag”).
W 1918 uczestniczył w przerzucie do Japonii, przyznanych jej po zakończeniu I wojny światowej, niemieckich okrętów podwodnych.
W 1919 ukończył specjalistyczny kurs broni torpedowej.
Od lutego 1921 do marca 1923 przebywał w Stanach Zjednoczonych i studiował na Uniwersytecie Princeton. W połowie lat 20. ukończył kurs A w Kolegium Marynarki (Kaigun Daigakko). Stany Zjednoczone odwiedził również we wrześniu 1929, udając się stamtąd na obrady Konferencji Londyńskiej, jako członek japońskiej delegacji. W latach 1930–1932 zajmował stanowiska sztabowe w 1. Flocie i Flocie Połączonej. Od 1 czerwca 1934 do 18 sierpnia 1936 był japońskim attaché morskim w Stanach Zjednoczonych.
Od 1 grudnia 1936 do 1 grudnia 1937 dowodził lekkim krążownikiem „Isuzu”, a następnie do listopada 1938 pancernikiem „Ise”.
15 listopada 1938 otrzymał awans na stopień kontradmirała. Od grudnia 1938 do listopada 1939 był szefem sztabu 5. Floty. 11 stycznia 1940 powierzono mu dowództwo 2. Dywizjonu Lotniskowców („Hiryū” i „Sōryū”). Poprowadził go do ataku na Pearl Harbor (7 grudnia 1941), nalotu na Wake (22 grudnia 1941), operacji na południowym Pacyfiku (styczeń 1942), ataku na Darwin (19 lutego 1942), rajdu na Ocean Indyjski (marzec–kwiecień 1942) oraz pod Midway (czerwiec 1942).

## Okoliczności śmierci

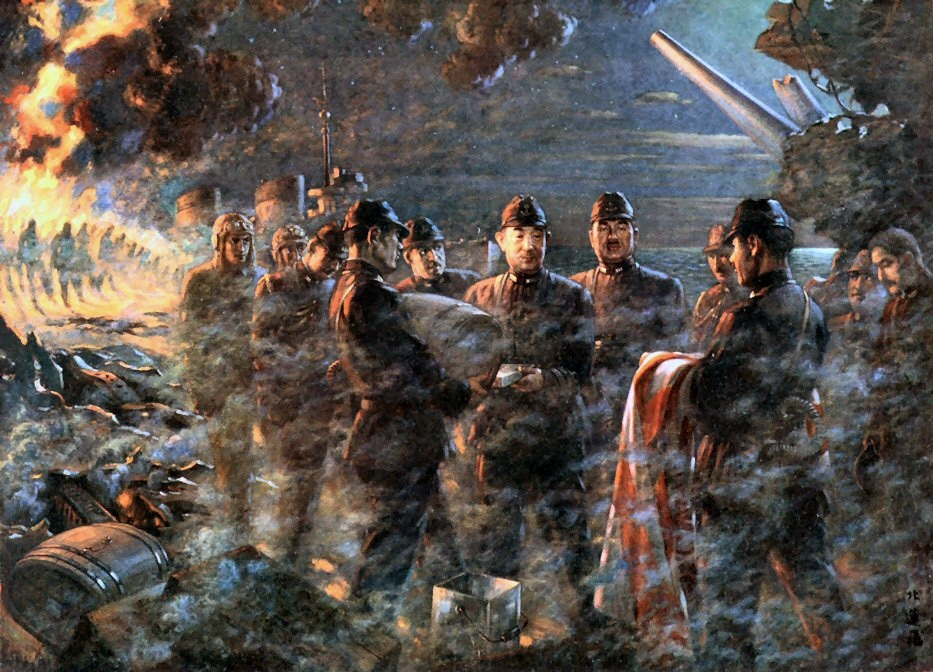
Ostatnie chwile admirała Yamaguchi
– japoński obraz z okresu II wojny światowej

4 czerwca 1942 podczas bitwy pod Midway samoloty jego flagowego lotniskowca „Hiryū” wyeliminowały z akcji amerykański lotniskowiec USS „Yorktown”. Sam „Hiryū” został jednak również zbombardowany i ciężko uszkodzony, jako ostatni z japońskich lotniskowców. 5 czerwca rano kadm. Yamaguchi zdecydował się pozostać na pokładzie tonącego okrętu flagowego. Został pośmiertnie awansowany na stopień wiceadmirała.
W osobie kontradmirała Yamaguchi Japońska Marynarka Wojenna straciła jednego ze swych najzdolniejszych oficerów. Powszechnie uważano, że to właśnie on będzie następcą admirała Yamamoto na stanowisku głównodowodzącego Połączonej Floty. Wielka odwaga i zdolności kontradmirała wzbudzały zaufanie zarówno jego przełożonych, jak i podwładnych. Jego kolega ze studiów, szef sztabu Połączonej Floty, kontradmirał Matome Ugaki w dniu 6 czerwca poświęcił Yamaguchi następujący wpis: „Był człowiekiem wyrozumiałym i uprzejmym, szybkim w podejmowaniu decyzji. Jego konstruktywne propozycje, sugestywnie przedstawiane przełożonym w znacznej mierze przyczyniły się do sukcesów operacji. Szczególnie tym właśnie wyróżniał się spośród oficerów liniowych. Na tym polegała jego wielkość.”

## Awanse
- kaigun-shōi-kōhosei (kadet-podporucznik marynarki) – 7 lipca 1912
- kaigun-shōi (podporucznik marynarki) – 1 grudnia 1913
- kaigun-chūi (porucznik marynarki) – 13 grudnia 1915
- kaigun-tai'i (kapitan marynarki) – 1 grudnia 1918
- kaigun-hōsa (komandor podporucznik) – 1 grudnia 1924
- kaigun-chūsa (komandor porucznik) – 10 grudnia 1928
- kaigun-taisa (komandor) – 1 grudnia 1932
- kaigun-shōshō (kontradmirał) – 15 listopada 1938
- kaigun-chūjō (wiceadmirał) – 5 czerwca 1943 (pośmiertnie)